# Rapana bezoar
Rapana bezoar is een slakkensoort uit de familie Muricidae. De wetenschappelijke naam werd in 1767 gepubliceerd door Carl Linnaeus.